# Предраг Томковић
Предраг Томковић (Параћин, 28. децембар 1935 — 13. септембар 2020) био је српски политичар и доктор стоматологије. Он је бивши председник општине Параћин и члан Демократске странке.

## Биографија
Предраг Томковић, рођен је у Сурдулици 1935. године. Основну школу и гимназију завршио у родном месту. Дипломирао на Стоматолошком факултету 1960. године. Од 1964. године ради и живи у Параћину. Специјализацију из Ортопедије вилица са протетиком завршио 1970. а звање примаријуса стекао 1977. године.
Томковић је после избора 2000. године на којима је промењен режим Слободан Милошевићa  постао председник општине, а од 2004. до 2012. год. Обављао је функције председника и заменика председника Скупштине општине Параћин. Неколико пута је биран за одборника у Скупштини општине Параћин, док је радни век провео као доктор стоматологије и шеф стоматолошке службе здравствене установе у Параћину. Аутор је и коаутор преко 20 стручних радова. У последњих десет година објавио је две књиге, једну о променама од 5. октобра и времену непосредно након тога, док друга књига „Траг у трагу“ обилује документима из његовог политичког и друштвеног живота.
Године 13. септембра 2020. је преминуо у Параћину.